# Michel Dumont (acteur)
Pour les articles homonymes, voir Michel Dumont.
Michel Dumont est un acteur canadien, né le 29 janvier 1941 à Kénogami (aujourd'hui Saguenay) et mort le 13 août 2020 à Saint-Lambert (Québec).
Il est directeur artistique du théâtre Jean-Duceppe à Montréal durant 27 ans, soit de 1991 à 2018.

## Biographie
Michel Dumont est né le 29 janvier 1941 à Kénogami (aujourd'hui Saguenay).
Après son cours classique, il fait des études en lettres à l’Université de Montréal.
L'acteur commence sa carrière lors d'un festival de théâtre amateur au Saguenay-Lac-Saint-Jean. Il fait ses débuts professionnels en 1973, à Québec, sur la scène du Trident.
Son talent lui a permis de remporter trois prix Gémeaux en interprétation, soit pour Omertà II, La loi du silence en 1998, pour Bunker, le cirque en 2003  ainsi que pour Yamaska en 2013. Par ailleurs, il est nommé officier de l’Ordre national du Québec en 2013 en plus de devenir membre de l’Ordre du Canada en 2019.
Il est en couple pendant 35 ans avec Manon Bellemarre, jusqu'à ce que celle-ci décède d'un cancer en 2014, à l'âge de 55 ans.
Le 13 août 2020, l'acteur meurt à Saint-Lambert au Québec des suites d'un cancer des amygdales s'étant propagé à ses poumons,,.

## Filmographie

### Cinéma
- 1979 : Éclair au chocolat de Jean-Claude Lord
- 1990 : Cargo de François Girard : Philippe
- 1999 : Laura Cadieux... la suite de Denise Filiatrault : Capitaine Collard
- 2006 : Sans elle de Jean Beaudin : Mike
- 2011 : Café de Flore de Jean-Marc Vallée : Julien Godin
- 2012 : Omertà de Luc Dionne : Gilbert Tanguay
- 2015 : Le Garagiste de Renée Beaulieu : Roland

### Télévision
- 1972 - 1975 : Picotine : Fantoche
- 1976 : Du Tac au Tac : Vincent
- 1978 - 1981 : Race de monde : Jos Beauchemin
- 1980 : Frédéric : le comptable
- 1982 - 1986 : Monsieur le ministre : Alain Robert
- 1984 : Laurier : Robert Laird Borden
- 1986 - 1989 : Des dames de cœur : Gilbert Trudel
- 1991 - 1994 : Marilyn : Henri St-Jean
- 1994 : Les Grands Procès : Me Lagacé
- 1996 - 1997 : Urgence : Dr Yves Perras
- 1996 - 1997 : Omertà (Omerta, la loi du silence) : Gilbert Tanguay
- 1997 - 1998 : Omertà II - La loi du silence : Gilbert Tanguay
- 1998 - 1999 : La Part des anges : Léo Paradis
- 1999 - 2001 : Rue l'Espérance : Léon Béliveau
- 2001 : L'Or : George Dansereau
- 2002 : Bunker, le cirque : Maurice St-Jean
- 2002 : 24 poses (portraits) : Denis
- 2006 : Dossiers mystère (documentaire) : Animateur/narrateur
- 2006 : Un homme mort : René Bédard
- 2009 : L'Amour aller-retour : Germain
- 2009 - 2016 : Yamaska : Zachary Harrison
- 2017 : Victor Lessard : Tousignant (4 épisodes)

### Narration
Michel Dumont était l'animateur de la nouvelle mouture de Dossiers mystère à Canal D. Il faisait également la narration de la pièce de théâtre à grand déploiement La Fabuleuse Histoire d'un royaume présentée dans la ville de Saguenay.

## Théâtre

### Comme acteur
Note 1 : Sauf lorsque indiqué, les rôles joués par Michel Dumont sont tirés de « Michel Dumont (Interprètes) », sur Rappels.ca (consulté le 13 août 2020).

Note 2 : De plus, toutes les productions ont été montées par la Compagnie Jean Duceppe sauf indication contraire.
- 1971 : Charbonneau et le Chef de John Thomas McDonough, mise en scène de Paul Hébert, Théâtre du Trident (McDonald, l'officier)
- 1971 : O-71 de Jean Barbeau, mise en scène de Jean Guy, Théâtre du Trident
- 1971 : Becket ou l'Honneur de Dieu de Jean Anouilh, mise en scène d'Yvette Brind'Amour, Théâtre du Rideau vert (Deuxième baron - Valets, Soldats, Moines, Prêtres)
- 1972 : La Chatte sur un toit brûlant de Tennessee Williams, mise en scène de Paul Hébert, Théâtre du Trident (Brick)
- 1973 : La Mort d'un commis voyageur d'Arthur Miller, mise en scène de Jean Duceppe (Biff Loman)
- 1973 : La Mégère apprivoisée de William Shakespeare, mise en scène de Paul Hébert, Théâtre du Trident (Petruccio)
- 1974 : Les Crasseux d'Antonine Maillet, mise en scène de Paul Hébert (Noume)
- 1975 : Soudain l'été dernier de Tennessee Williams, mise en scène de Jean Salvy, Théâtre de Quat'Sous (Docteur Coukrowicz)
- 1976 : Le Lion en hiver (en) de James Goldman, mise en scène de Danièle J. Suissa, Théâtre du Rideau vert (Geoffroy)
- 1977 : Mangeront-ils ? de Victor Hugo, mise en scène de Jean Dalmain, Théâtre du Nouveau Monde (Aïrolo)
- 1977 : Gigi de Colette, mise en scène de Danièle J. Suissa, Théâtre du Rideau vert (Gaston Lachaille)
- 1978 : Des frites, des frites, des frites... (en) d'Arnold Wesker, mise en scène de Claude Maher (Pip Thompson)
- 1980 : Victor ou les Enfants au pouvoir de Roger Vitrac, mise en scène de Jean-Luc Bastien, Théâtre du Nouveau Monde (Charles Paumelle)
- 1980 : En première page de Ben Hecht et Charles MacArthur, mise en scène de Daniel Roussel (Murphy)
- 1981 : La Contrebandière d'Antonine Maillet, mise en scène de Roland Laroche, Théâtre du Rideau vert (Ferdinand)
- 1981 : Tout dans le jardin (en) d'Edward Albee, mise en scène de Daniel Roussel (Richard)
- 1982 : La Nuit et le Moment de Crébillon fils, mise en scène d'Alain Halle-Halle, Théâtre du Nouveau Monde (Clitandre)
- 1982 : La Chatte sur un toit brûlant de Tennessee Williams, mise en scène de Claude Maher (Brick)
- 1983 : La Mort d'un commis voyageur d'Arthur Miller, mise en scène de Claude Maher (Biff Loman)
- 1983 : Les Gars de Jean Barbeau, mise en scène de Claude Maher (Henri Dumas)
- 1984 : Le Clan de George Sibbald, mise en scène de Claude Maher (Jack)
- 1984 : La Ronde d'Arthur Schnitzler, mise en scène de Claude Maher (Le Comte)
- 1984 : Un village de fous (en) de Neil Simon, mise en scène de Gilbert Lepage (Léon)
- 1985 : État civil : célibataire de Wendy Wasserstein, mise en scène de Monique Duceppe (Paul Larrivée)
- 1986 : Haute Fidélité de Ray Cooney, mise en scène de Monique Duceppe (Jos Bleau)
- 1986 : Charbonneau et le Chef de John Thomas McDonough, mise en scène de Paul Hébert (Mgr Charbonneau)
- 1986 : Le Locataire de Joe Orton, mise en scène de Lorraine Pintal (Ed)
- 1987 : Des souris et des hommes de John Steinbeck, mise en scène de François Barbeau (Lennie)[7]
- 1987 : Douze Hommes en colère de Reginald Rose, mise en scène de Claude Maher (juré n° 8)
- 1987 : Vice & Versa de Ray Cooney, mise en scène de Monique Duceppe (Roch Lebaron)
- 1989 : Bonjour Broadway ! (en) de Neil Simon, mise en scène de Gilbert Lepage (Jack)[7]
- 1989 : Les Sorcières de Salem d'Arthur Miller, mise en scène d'André Brassard (Révérend John Hale)[7]
- 1990 : Pygmalion de George Bernard Shaw, mise en scène de Paul Hébert (Henri Higgins)
- 1990 : L'Ennemi du peuple d'Henrik Ibsen, mise en scène de François Barbeau (Thomas Stockmann)
- 1991 : Le Prix d'Arthur Miller, mise en scène d'Yves Desgagnés (Walter)
- 1991 : William S d'Antonine Maillet, mise en scène d'André Brassard, Théâtre du Rideau vert (Falstaff)
- 1991 : Lettres d'amour de A. R. Gurney, mise en scène de Michèle Magny, Théâtre du Rideau vert (Andy)
- 1991 : Chapitre deux… (en) de Neil Simon, mise en scène de Monique Duceppe (George Schneider)
- 1992 : Sainte Jeanne de George Bernard Shaw, mise en scène d'Yves Desgagnés (Warwick, Un courtisan)
- 1993 : La Nuit des rois de William Shakespeare, mise en scène de Guillermo de Andrea, Théâtre du Rideau vert (Sir Toby Belch)
- 1993 : Ivanov d'Anton Tchekhov, mise en scène d'Yves Desgagnés (Pavel Lébédev)
- 1994 : Le Père d'August Strindberg, mise en scène de François Barbeau (Capitaine Adolf)
- 1994 : Après la chute d'Arthur Miller, mise en scène d'Yves Desgagnés (Quentin)
- 1995 : La Fontaine ou La comédie des animaux d'Antonine Maillet, mise en scène de Guillermo de Andrea, Théâtre du Rideau vert (Lion (le roi))
- 1995 : Les Trois Sœurs d'Anton Tchekhov, mise en scène d'Yves Desgagnés (Quentin)
- 1996 : À toi pour toujours, ta Marie-Lou de Michel Tremblay, mise en scène de René Richard Cyr (Léopold)
- 1996 : Messe solennelle pour une pleine lune d'été de Michel Tremblay, mise en scène d'André Brassard (Yvon)
- 1997 : Les Émigrés de Sławomir Mrożek, mise en scène d'André Brassard (L'intellectuel)
- 1998 : Un simple soldat de Marcel Dubé, mise en scène d'Yves Desgagnés (Édouard)
- 1999 : La Mort d'un commis voyageur d'Arthur Miller, mise en scène de Monique Duceppe (Willy Loman)
- 1999 : 24 poses (portraits) de Serge Boucher, mise en scène de René Richard Cyr, Centre du théâtre d'aujourd'hui et Compagnie Jean Duceppe (Denis (le père))
- 2000 : La Chatte sur un toit brûlant de Tennessee Williams, mise en scène de Fernand Rainville (Big Daddy)
- 2000 : Rien à voir avec les rossignols (en) de Tennessee Williams, mise en scène de Serge Denoncourt (Boss Whalen)
- 2002 : Le Vent et la tempête (en) de Jerome Lawrence (en) et Robert E. Lee (en), mise en scène de Monique Duceppe (Henry Drummond)
- 2002 : L'Année du championnat de Jason Miller, mise en scène de Denis Bernard (Le coach)
- 2003 : L'Habilleur (en) de Ronald Harwood, mise en scène de Serge Denoncourt (Sir George)
- 2004 : Charbonneau et le Chef de John Thomas McDonough, mise en scène de Claude Maher (Mgr Charbonneau)
- 2004 : Les Bonbons qui sauvent la vie de Serge Boucher, mise en scène de René Richard Cyr (Robert)
- 2006 : Oncle Vania d'Anton Tchekhov, mise en scène d'Yves Desgagnés (Vania)
- 2006 : C'est ma vie (en) de Brian Clark (en), mise en scène de Daniel Roussel (Dr Maurice Biron)
- 2007 : La Mouette d'Anton Tchekhov, mise en scène d'Yves Desgagnés, Théâtre du Nouveau Monde (Dorn)[8]
- 2008 : Les Sunshine Boys de Neil Simon, mise en scène de Claude Maher (Albert "Al" Lépine)
- 2008 : Le Lion en hiver de James Goldman, mise en scène de Daniel Roussel (Henri II)
- 2009 : Amadeus de Peter Shaffer (Antonio Salieri), mise en scène de René Richard Cyr
- 2009 : Une maison face au nord de Jean-Rock Gaudreault, mise en scène de Monique Duceppe (Henri)
- 2010 : Excuse-moi de Serge Boucher, mise en scène de René Richard Cyr (Denis)
- 2010 : La Cerisaie d'Anton Tchekhov, mise en scène d'Yves Desgagnés (Gaev)
- 2011 : Dans l'ombre d'Hemingway de Stéphane Brulotte, mise en scène de Stéphane Brulotte (Ernest Hemingway)
- 2013 : Le Diable rouge d'Antoine Rault, mise en scène de Serge Denoncourt (Mazarin)
- 2013 : La Traversée de la mer intérieure de Jean-Rock Gaudreault, mise en scène de Monique Duceppe (Rosaire Bouchard)
- 2014 : Août - Un repas à la campagne de Jean Marc Dalpé, mise en scène de Martine Beaulne (Simon)
- 2015 : Ils étaient tous mes fils d'Arthur Miller, mise en scène de Frédéric Dubois (Joe Keller)
- 2016 : Les Héros de Gérald Sibleyras, mise en scène de Monique Duceppe (Henri)
- 2017 : Les Secrets de la Petite Italie de Steve Galluccio, mise en scène de Monique Duceppe (Lino)

### Comme traducteur et adaptateur
Note : Les traductions et adaptations de Michel Dumont sont tirées de « Michel Dumont (Traduction) », sur Rappels.ca (consulté le 31 août 2020).
- 1983 : La Mort d'un commis voyageur d'Arthur Miller
- 1983 : Le Dernier Round de Michael Cristofer (avec Marc Grégoire)
- 1984 : Le Clan de George Sibbald (avec Marc Grégoire)
- 1984 : La Ronde d'Arthur Schnitzler (avec Marc Grégoire)
- 1985 : Désir sous les ormes d'Eugene O'Neill (avec Marc Grégoire)
- 1986 : Le Locataire de Joe Orton (avec Marc Grégoire)
- 1987 : Des souris et des hommes de John Steinbeck (avec Marc Grégoire)
- 1989 : Les Sorcières de Salem d'Arthur Miller (avec Marc Grégoire)
- 1989 : Le Long Voyage vers la nuit d'Eugene O'Neill (avec Marc Grégoire)
- 1990 : L'Ennemi du peuple d'Henrik Ibsen (avec Marc Grégoire)
- 1991 : Le Prix d'Arthur Miller (avec Marc Grégoire)
- 1991 : Ils étaient tous mes fils d'Arthur Miller (avec Marc Grégoire)
- 1992 : Sainte Jeanne de George Bernard Shaw (avec Marc Grégoire)
- 1993 : Vu du pont d'Arthur Miller (avec Marc Grégoire)
- 1994 : Le Père d'August Strindberg (avec Marc Grégoire)
- 1994 : Après la chute d'Arthur Miller (avec Marc Grégoire)
- 1995 : Le Sea Horse d'Edward J. Moore (avec Marc Grégoire)
- 1997 : Des hommes d'honneur (en) d'Aaron Sorkin (avec Marc Grégoire)
- 1998 : La grande magia d'Eduardo de Filippo (avec Marc Grégoire et Carlo Ardito)
- 2000 : La Chatte sur un toit brûlant de Tennessee Williams (avec Marc Grégoire)
- 2000 : Droits d'auteur de Donald Margulies
- 2002 : Le Vent et la tempête (en) de Jerome Lawrence (en) et Robert E. Lee (en) (avec Marc Grégoire)
- 2002 : L'Année du championnat de Jason Miller (avec Marc Grégoire)
- 2003 : La Mémoire de l'eau de Shelagh Stephenson (en) (avec Marc Grégoire)
- 2004 : Des hommes en habits de Jason Milligan (avec Marc Grégoire et Denis Bernard)
- 2005 : Billy l'éclopé (en) de Martin McDonagh
- 2005 : Le Pont de Trevor Ferguson (avec Marc Grégoire)
- 2007 : Le Doute de John Patrick Shanley
- 2008 : Halpern et Johnson de Lionel Goldstein
- 2011 : Shirley Valentine (en) de Willy Russell
- 2011 : Elling (en) de Axel Hellstenius et Petter Næss
- 2011 : Match (en) de Stephen Belber
- 2015 : Judy Garland, la fin d'une étoile (en) de Peter Quilter (en)

## Prix et distinctions
- 1998 - Prix Gémeau, Meilleure interprétation masculine rôle de soutien : dramatique
- 2003 - Prix Gémeau, Meilleure interprétation masculine rôle de soutien : dramatique
- 2013 - Prix Gémeau, Meilleure interprétation masculine rôle de soutien : téléroman
- 2013 -  Officier de l'Ordre national du Québec[9]
- 2019 -  Membre de l'Ordre du Canada[10]